# Corchiano
Corchiano – miejscowość i gmina we Włoszech, w regionie Lacjum, w prowincji Viterbo.
Według danych na rok 2004 gminę zamieszkiwało 3339 osób, 104,3 os./km².